# Szürke nyár
A szürke nyár (Populus x canescens) a Malpighiales rendjébe és a fűzfafélék (Salicaceae) családjába tartozó hibrid növény.

## Rendszertani besorolása
1789-ben, William Aiton skót botanikus a fehér nyár (Populus alba) változataként írta le, P. alba var. canescens név alatt. 1804-ben, James Edward Smith angol botanikus, Populus canescens névvel faji szintre emelte ezt a növényt. Az angol tudós megjegyezte, hogy a két fa leveleiben különbözik; míg a P. alba-nak karéjosak a levelei hófehér alulsórésszel, addig a P. canescens-nak hullámosak a szélei az alja hullámos. A későbbi botanikusok már sejtették, hogy valójában egy hibrid növényről van szó. Manapság viszont, már tudjuk, hogy a fehér nyár és a rezgő nyár (Populus tremula) hibridje; emiatt a hibridekre jellemző X-szel írjuk a nevét.

## Előfordulása
A két szülőfa, természetes körülmények között, csak Európában és Ázsia északi felén él együtt, emiatt csak e két kontinensen jelenik meg a természetben a szürke nyár.

## Megjelenése
A szürke nyár mindkét szülőfa jellemzőit viseli. A levelei szürkések és domborult tartásúak, jóval karéjosabbak, mint a P. alba. Egészséges fa, mely gyorsan és magasra nő; elérheti a 40 méteres magasságot és az 1,5 méteres törzsátmérőt is - ez nagyobb, mint akármelyik szülője. A termesztett fák általában hímneműek, de nőneműek is előfordulhatnak. A vadonban a nőneműek vannak többségben; ezek közül néhányan klónkolóniákat is alkothatnak.

## Képek

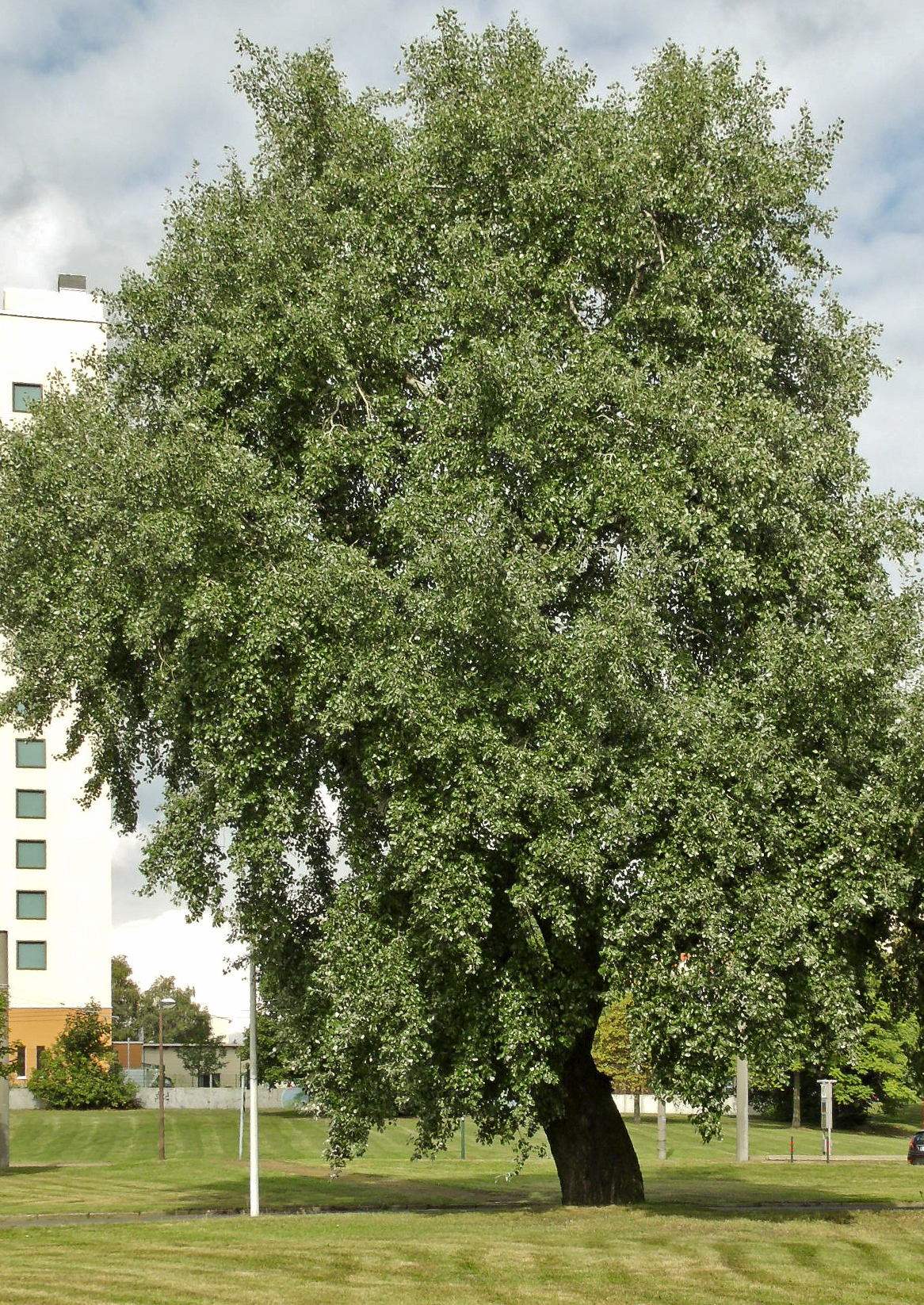
A
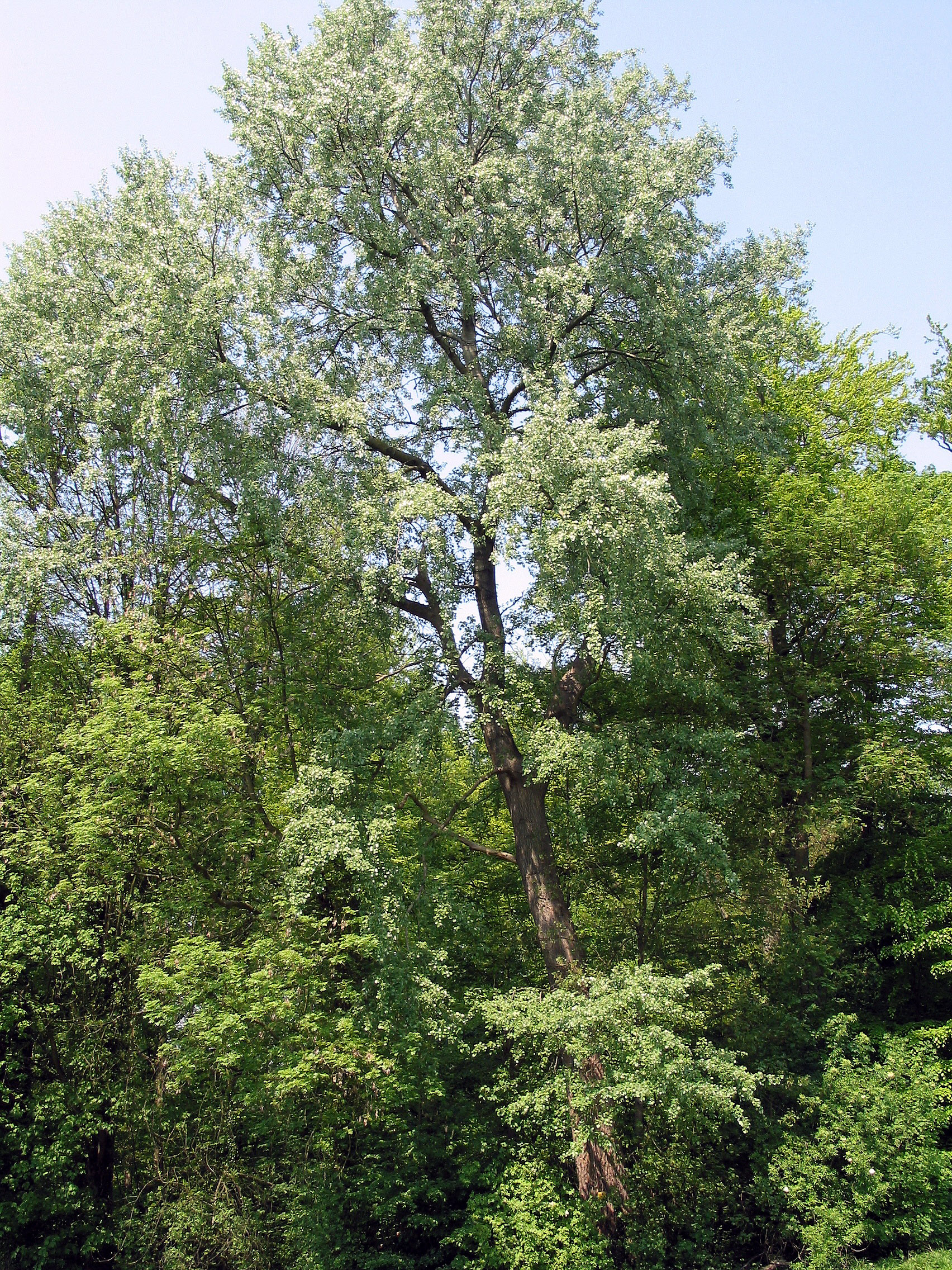
fa
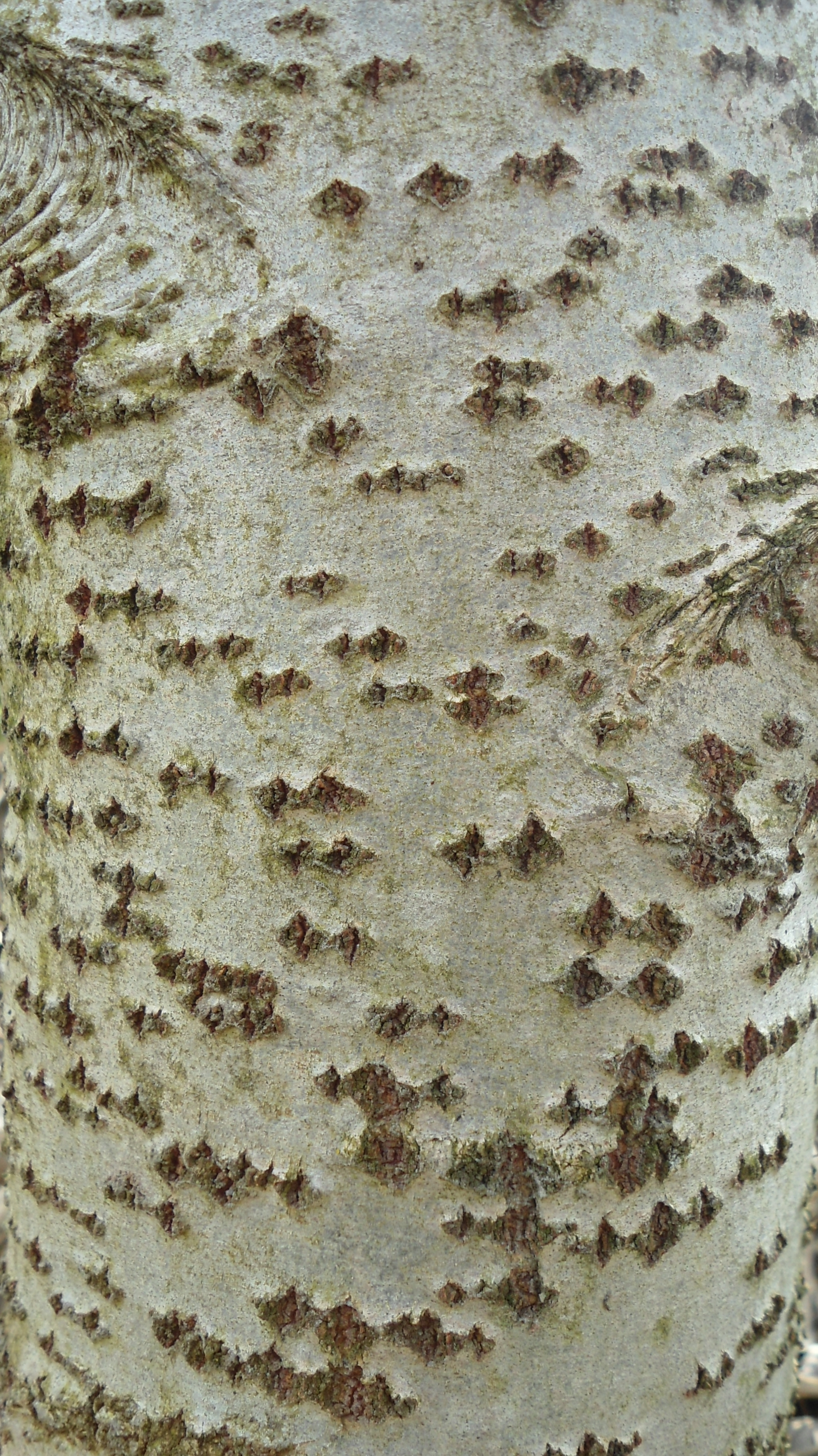
Törzse
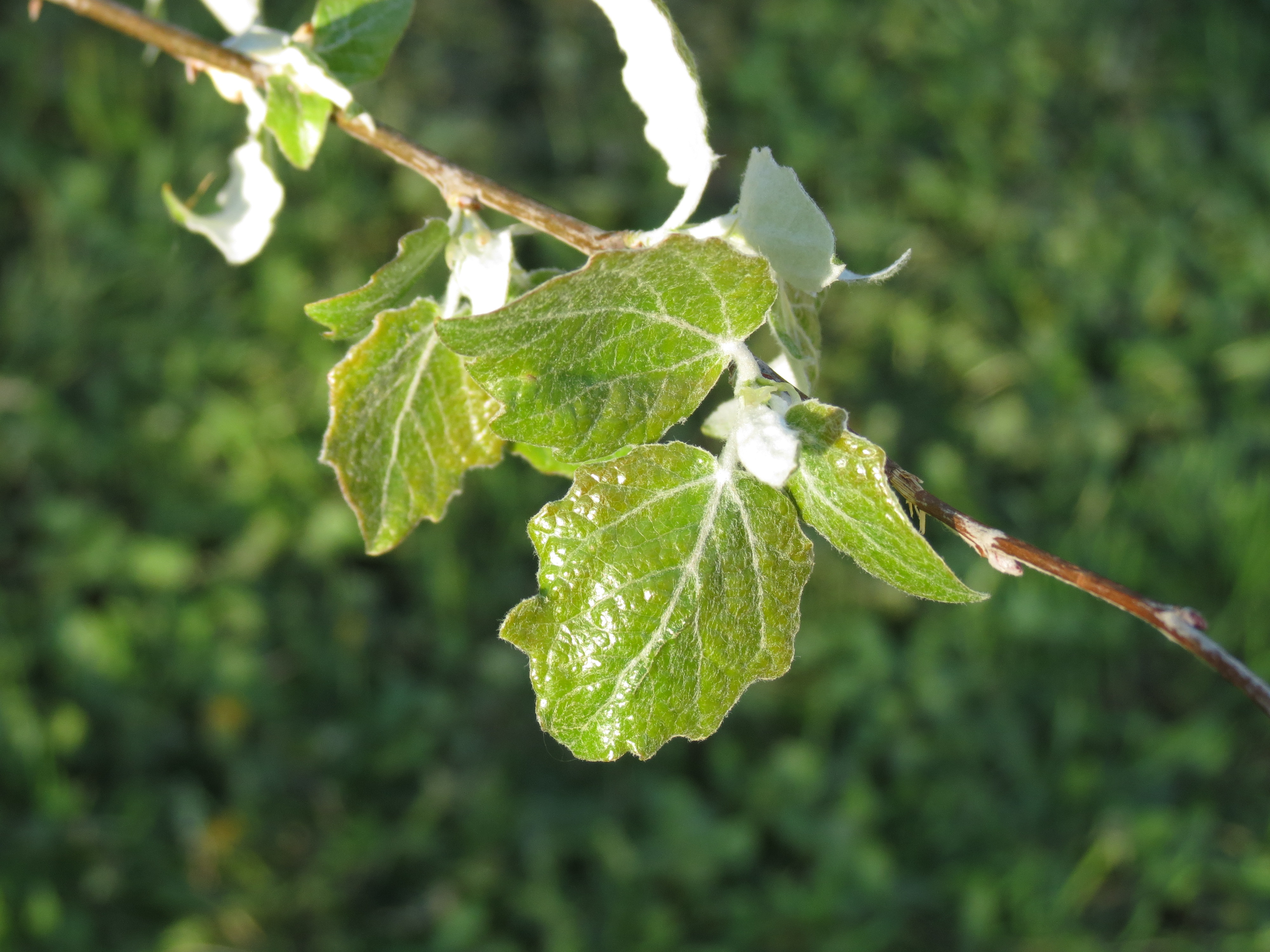
Levelei
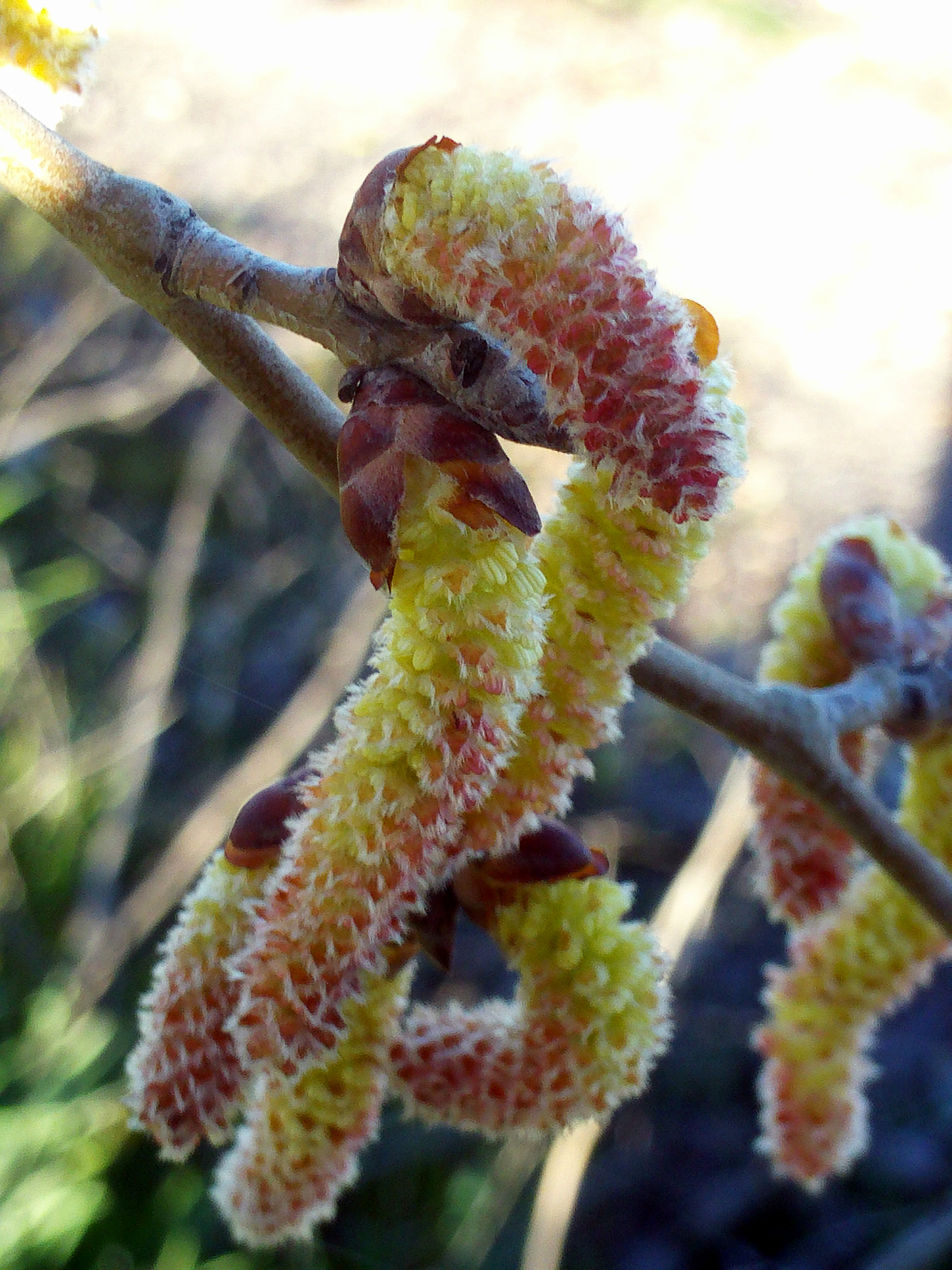
Barkái

### Fordítás
- Ez a szócikk részben vagy egészben  a   Populus × canescens című angol Wikipédia-szócikk ezen változatának fordításán alapul.  Az eredeti cikk szerkesztőit annak laptörténete sorolja fel. Ez a jelzés csupán a megfogalmazás eredetét és a szerzői jogokat jelzi, nem szolgál a cikkben szereplő információk forrásmegjelöléseként.